# Chiesa dei Santi Pietro e Paolo (Varedo)
La chiesa dei Santi Pietro e Paolo è la parrocchiale di Varedo, in provincia di Monza e della Brianza ed arcidiocesi di Milano; fa parte del decanato di Paderno Dugnano.

## Storia
Si sa che nel XIII secolo la chiesa di Varedo era filiale della pieve di Desio. Nel XVI secolo, Varedo era già parrocchia autonoma inserita nel vicariato foraneo di Desio. Da un documento del 1779 si apprende che i fedeli erano 836. L'attuale parrocchiale venne edificata all'inizio del XX secolo e consacrata il 10 ottobre 1915. Il 2 maggio 1974 la parrocchia di Varedo passò dal decanato di Desio a quello di Paderno Dugnano. Infine, all'inizio degli anni 2000, il presbiterio subì alcune modifiche.

## Interno
Opere di pregio custodite all'interno della chiesa sono una statua lignea raffigurante la Madonna del Rosario col Bambino, risalente al XVIII secolo, la reliquia della costola di Sant'Aquilino, conservata a Varedo già nel Seicento, un lampadario, che presenta sei bracci, e due candelieri, realizzati per commemorare l'architetto milanese Fausto Bagatti Valsecchi (1843-1914).
Prossima a una delle entrate laterali dell’edificio si trova la vecchia campana di Varedo; fusa dalla Fonderia “Bonavilla” nell’anno 1748, questa campana intona un Mi ed è tuttora munita dell’antico sostegno in legno.
Sulla sommità del campanile della Chiesa, invece, all’interno della cella campanaria, è presente un complesso campanario di 8 campane in tonalità di Si bemolle maggiore, fuso dalla Fonderia di Seregno “Carlo Ottolina e Figli” nell’anno 1947.
La Campana maggiore, posta nella finestra sud, possiede un peso stimato di circa 2400 chilogrammi.